# 夕方5時ですとっておき関西
夕方5時ですとっておき関西は、2000年4月～2003年3月に放送された、NHK大阪放送局のローカルワイド番組。
それまで放送されていた「夕方5時です千客万来」を引き継ぐ形で開始されたが、2000年4月～2001年3月の前期と、2001年4月～2003年3月の後期では、放送時間や内容、出演者が多少異なるので、便宜上2つに分けて記載する。

## 前期（2000年4月 - 2001年3月）
放送時間は平日の17:05～18:00。祝日及び、大相撲・高校野球・国会開催時は休止。
司会は「千客万来」に引き続き、当時大阪放送局アナウンサーの寺谷一紀と、タレントの武内由紀子。
金曜日の生中継が無くなり、全曜日大阪放送局の特設スタジオからの公開生放送となる。「千客万来」時代から一部マイナーチェンジし、料理コーナーや園芸コーナー、視聴者からの投稿ビデオを紹介する等、生活情報中心の編成となり、トークコーナーは月曜日の放送となった。
なお各局からの地域情報や、ニュース・気象情報のコーナーは受け継がれた。

## 後期（2001年4月 - 2003年3月）
放送時間は平日の17:05～17:45。祝日及び、大相撲・高校野球・国会開催時は休止。
司会は大阪放送局アナウンサーの佐藤誠と、2002年3月までは引き続き武内由紀子、2002年4月からは元南海放送アナウンサーの藤村真知子が担当した。
2001年10月までは引き続き大阪放送局の特設スタジオからの公開生放送だったが、2001年11月からは大阪放送局の新局舎移転に伴い、新たに設けられたBKプラザスタジオからの放送となった。
この時から、午前中に放送される「とっておき関西おひるまえ」と内容が連動する形となった。前期と同じく料理コーナーや園芸コーナー等の生活情報に加え、視聴者参加のクイズコーナーも設けられた。また番組冒頭には「新庄・イチローコーナー」と題したメジャーリーグ情報のコーナーも設けられた。
なお各局からの地域情報は継続したが、ニュース・気象情報は「ニュースかんさい発」に吸収される形で消滅した。
この番組の後継は、一応「4時です 上方倶楽部」であるが、内容の一部は「ぐるっと関西おひるまえ」の方に受け継がれている。